# أولا ياكوبسون
أولا ياكوبسون هي ممثلة نمساوية وسويدية، ولدت في 23 مايو 1929 في السويد، وتوفيت في 20 أغسطس 1982 بفيينا في النمسا. من الجوائز التي نالتها جائزة الفيلم الألماني ‏.

## أعمال

### أفلام
- (1955) ابتسامات ليلة صيف

## جوائز
- جائزة الفيلم الألماني [الإنجليزية]‏

## وصلات خارجية
- أولا جاكوبسون على موقع IMDb (الإنجليزية)
- أولا جاكوبسون على موقع روتن توميتوز (الإنجليزية)
- أولا جاكوبسون على موقع مونزينجر (الألمانية)
- أولا جاكوبسون على موقع ألو سيني (الفرنسية)
- أولا جاكوبسون على موقع أول موفي (الإنجليزية)
- أولا جاكوبسون على موقع قاعدة بيانات الأفلام السويدية (السويدية)
- أولا جاكوبسون على موقع قاعدة بيانات الفيلم (الإنجليزية)
- أولا جاكوبسون على موقع كينوبويسك (الروسية)